# 勒讷堡
勒讷堡（法語發音：[lə nøbuʁ]）是法国厄尔省的一个市镇，位于该省中北部，属于埃夫勒区。

## 地理
勒讷堡（49°8'54"N, 0°54'10"E）面积9.91 平方千米，位于法国诺曼底大区厄尔省，该省份为法国北部内陆省份，北起滨海塞纳省，西接奧恩省和卡爾瓦多斯省，南至厄尔-卢瓦省，东临瓦兹省、瓦兹河谷省和伊夫林省。
与勒讷堡接壤的市镇（或旧市镇、城区）包括：旧克罗维尔、勒讷堡附近埃普勒维尔、勒特朗布莱-奥蒙维尔、维莱叙勒讷堡。

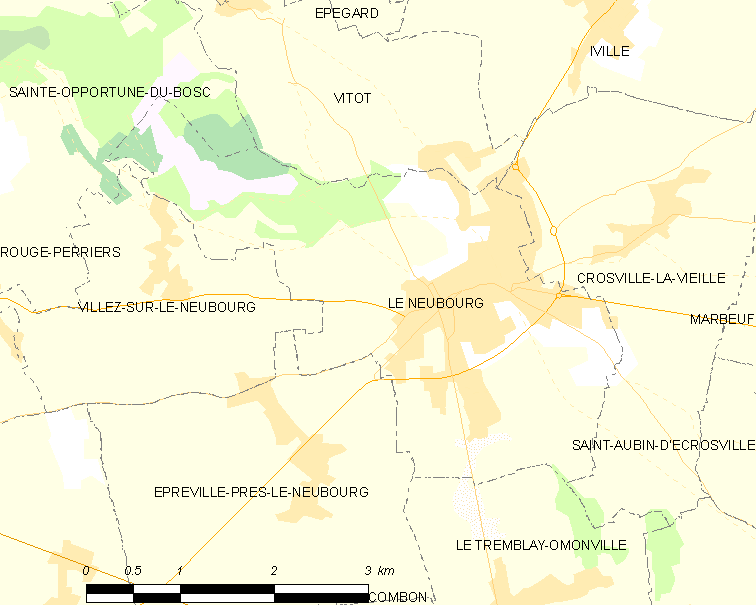
勒讷堡的OSM定位图

勒讷堡的时区为UTC+01:00、UTC+02:00（夏令时）。

## 行政
勒讷堡的邮政编码为27110，INSEE市镇编码为27428。

## 政治
勒讷堡所属的省级选区为勒讷堡县。

## 人口

1962-2008年间勒讷堡人口变化图示

勒讷堡于2022年1月1日时的人口数量为4251人。